# Nasty Boys
Nasty Boys var et tagteam i wrestling bestående af Brian Knobbs og Jerry Sags. De var aktive i 1980'erne og 1990'erne i bl.a. World Championship Wrestling og World Wrestling Federation og var kendt for at være nogle anti-sociale punkere, som specialiserede sig i hardcore-kampe og slagsmål.
De startede i American Wrestling Association i 1985 og dannede tagteamet allerede året efter. I 1988 rykkede de til Florida Championship Wrestling og vandt tagteam-titlerne fem gange. Efter et kort periode hos World Championship Wrestling i 1990, debuterede de i World Wrestling Federation i december 1990 og vandt WWF World Tag Team Championship ved Wrestlemania VII i foråret 1991 ved at besejre The Hart Foundation (Bret Hart og Jim Neidhart).
I 1993 vendte Nasty Boys tilbage til WCW og vandt WCW World Tag Team Championship for første gang. De nåede at vinde titlerne i alt tre gange, hvilket gjorde dem til fire-dobbelte tagteam-verdensmestre. I 1996 blev de tilbudt medlemskab af New World Order, men det endte med, at de blev angrebet af dem i stedet for. Senere samme år stoppe Sags karrieren, og Knobbs forsøgte sig med en karriere som single-wrestler. Nasty Boys blev dog gendannet for en enkelt aften i 2007 i World Wrestling Entertainment under en episode af SmackDown!.
| Sport | Spire Denne artikel om sport er en spire som bør udbygges. Du er velkommen til at hjælpe Wikipedia ved at udvide den. |